# Karim Ghellab
 (septembre 2023).
 (septembre 2022).
Si vous disposez d'ouvrages ou d'articles de référence ou si vous connaissez des sites web de qualité traitant du thème abordé ici, merci de compléter l'article en donnant les références utiles à sa vérifiabilité et en les liant à la section « Notes et références ».
Karim Ghellab est un homme politique marocain, né le 14 décembre 1966 à Casablanca. Il fut le président de la Chambre des représentants de 2011 à 2014, et ministre des Transports et de l’Équipement dans les gouvernements Jettou et El Fassi de 2002 à 2011.

## Présentation

### Origines et études
Il a suivi toutes ses études sanctionnées par un baccalauréat E (mathématiques et techniques) au lycée Lyautey en 1984.
Par la suite il devient ingénieur diplômé de l'École nationale des ponts et chaussées de Paris, promotion 1990.
Polyglotte, parlant couramment l’anglais, le français, l’italien et l’arabe, il entame sa carrière professionnelle dans un cabinet de consultants Eurogroupe à Paris, avant de rejoindre en 1994 le Ministère de l’Équipement en tant que Directeur Provincial d’abord à El Hoceima puis Benslimane.

### Fonctions occupées
- 1990 - 1994 : consultant en organisation à Eurogroup Consultants à Paris
- 1994 - 1996 : directeur provincial de l'Équipement d'Al Hoceima, puis de Benslimane
- 1994 - 1997 : secrétaire général adjoint de l'amicale des ingénieurs des ponts et chaussées du Maroc
- 1996 - 1997 : directeur des programmes et études auprès du ministère de l'Équipement
- 1997 - avril 2001 : directeur des routes et de la circulation routière auprès du ministère de l'Équipement et dirigeant du projet de mise en concession privé du port de Tanger Atlantique.
- Il est également vice-président depuis 2000 de l'Association mondiale de la route (AIPCR), président depuis 1998 de l'Association des directeurs africains des routes (ADAR), président délégué depuis 1997 de l'Association marocaine permanente des congrès de la route (AMPCR).
- Juin 2001 - juillet 2001 : directeur général de Tanger Free Zone et Sapino (ONA)
- Sous le Gouvernement Driss Jettou, il est nommé ministre de l'Équipement et du Transport.
- En 2007, il a été élu à la Préfecture Ben M'sick de Casablanca à l'Élection parlementaire de 2007 au Maroc.
- Le 15 octobre 2007, il a été reconduit au même poste sous le Gouvernement Abbas El Fassi.

### Parcours professionnel
Il intègre l’administration centrale pour prendre en charge la Direction des Programmes et des Études en 1996, puis celle des Routes et de la Circulation Routière en 1998.
En 2001, après un court passage par le Groupe ONA, il est nommé par le roi Mohammed VI en tant que Directeur Général de l'ONCF où il s’emploiera à régler les problèmes structurels de l’Office.
Le 7 novembre 2002, il est nommé par le roi Ministre de l’Équipement et du Transport au sein du Gouvernement de Driss Jettou, responsable de la gestion et du suivi des plus gros projets du pays.

### Parcours politique
Sur le plan partisan, M. Ghellab est membre du Comité Central du Parti de l'Istiqlal. Tête de liste du parti dans l’arrondissement de Sbata à Casablanca en septembre 2003, il remporte les élections communales et devient Président dudit arrondissement, membre du Conseil Municipal de la ville de Casablanca.
Il est également secrétaire provincial du parti pour la préfecture de Ben M'sik, une préfecture  qui rassemble quelques-uns des plus grands quartiers populaires de Casablanca.
Le 12 juin 2009, il est élu aux élections communales dans la circonscription de Sbata à Casablanca. Le 6 juillet 2009, il échoue à être réélu à la tête de l'arrondissement de Sbata.